# Primula saguramica
Primula saguramica är en viveväxtart som beskrevs av Gavr. Primula saguramica ingår i släktet vivor, och familjen viveväxter. Inga underarter finns listade i Catalogue of Life.